# 1 pollice standard A
1 pollice standard A è un formato di videoregistrazione professionale a bobina aperta, sviluppato da Ampex nel 1965, che è stato uno dei primi formati di videoregistrazione a bobina aperta standardizzati nel formato da un pollice (esistevano altri formati proprietari su questo tipo di nastro). Il nome del formato deriva dalla sua convalida a livello SMPTE.

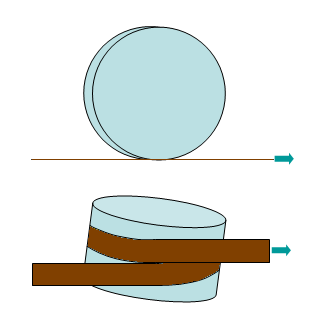
Avvolgimento del nastro di tipo α attorno al tamburo di scansione.

Questo formato è basato sulla scansione elicoidale con avvolgimento del nastro di tipo α, schema in seguito caduto in disuso per via della necessità dell'impiego di bobine aperte.
Lo standard A fu sviluppato principalmente come formato per il mercato industriale e istituzionale, ambienti dove riscosse la sua massima diffusione. Non fu invece mai di largo impiego per la trasmissione televisiva, poiché non rispondeva alle specifiche della FCC dell'epoca per i formati di videoregistrazione trasmissibili (l'unico formato utilizzabile secondo queste specifiche, a quel tempo, era il 2 pollici Quadruplex).
Questo formato è stato in seguito sostituito dal nastro da 1 pollice standard C, fabbricato dalla stessa Ampex e da Sony e Hitachi.